# Schmittröder Wiesen
Die Schmittröder Wiesen (auch Schmidtröder Wiesen) sind ein Naturschutzgebiet in Königstein im Taunus im Hochtaunuskreis. Das Gebiet ist mit etwas größerer Fläche auch als FFH-Gebiet Schmittröder Wiesen und angrenzende Flächen als Teil des europäischen Natura 2000-Netzwerks ausgewiesen.

## Das Naturschutzgebiet
Das Naturschutzgebiet mit einer Größe von 22,72 Hektar wurde 1977 unter Schutz gestellt.
Die Schmittröter Wiesen liegen oberhalb der B 8 auf Höhe des Parkplatzes Billtalhöhe. Kurz vor dem Eselseck knickt die Begrenzung des Naturschutzgebietes von der B8 parallel zur Landesstraße 3025 Richtung Feldberg ab. Wenige hundert Meter weiter verläuft die Begrenzung wieder talwärts, parallel zum langen Weg.
2008 wurde das gleiche Areal inklusive zweier angrenzender Flächen als FFH-Gebiet  Schmittröder Wiesen und angrenzende Flächen ausgewiesen. Von den zusätzlichen Flächen liegt eine mit etwa zwei Hektar Größe südwestlich des Eselecks; die zweite Fläche ist ein schmales Dreieck (etwa 3,4 ha) am südlichen Ende des Naturschutzgebiets, südwestlich der B 8 bis zum Rombach / Borgnisweg.
Die im Areal festgestellte, hohe Zahl gefährdeter und zurückgehender Pflanzen-, aber auch Tierarten belegen die Wertigkeit des Schutzgebiets Schmittröder Wiesen. Vermutlich handelt es sich um die letzten größeren Wiesen im Taunus, die bisher noch nie gedüngt wurden, und damit um einen heute fast gänzlich ausgestorbenen Wiesentyp. Die für ein FFH-Gebiet üblicherweise kennzeichnenden Lebensraumtypen wie Bodensaure Buchenwälder oder Weichholzauenwälder an Fließgewässern sind hier jedoch gerade nicht typisch und nehmen nur kleine Flächenanteile ein. Eine Besonderheit sind außerdem die ausgedehnten Waldsukzessionsflächen mit vielen Weichholzbeständen, die im Taunus sonst nur selten anzutreffen sind.

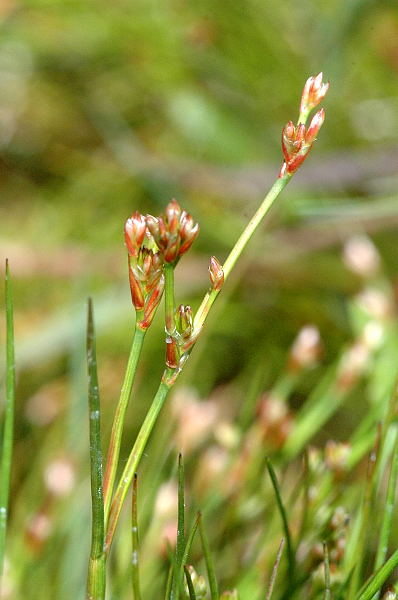
Sparrige Binse (Juncus squarrosus)
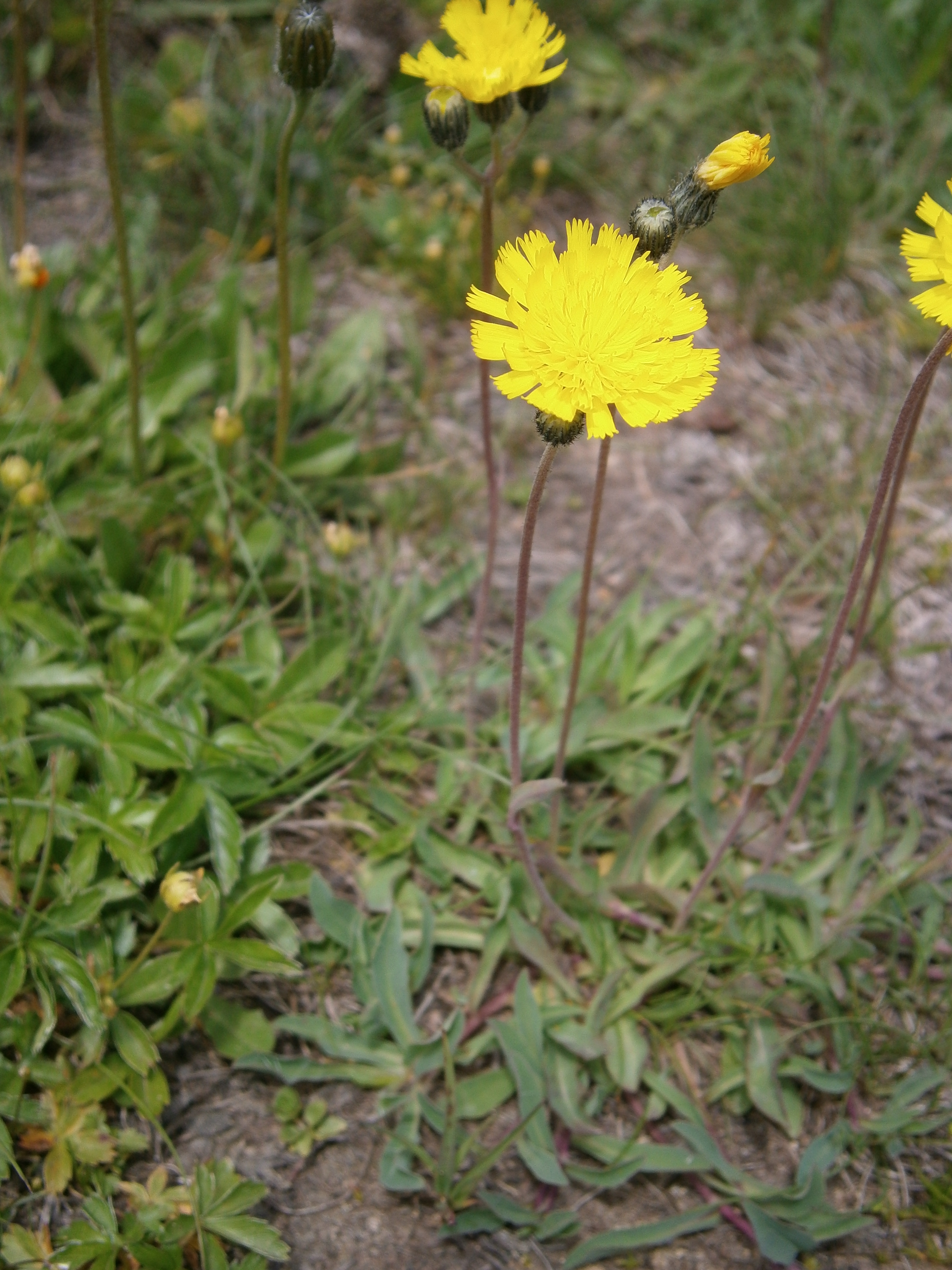
Geöhrtes Habichtskraut (Hieracium lactucella)
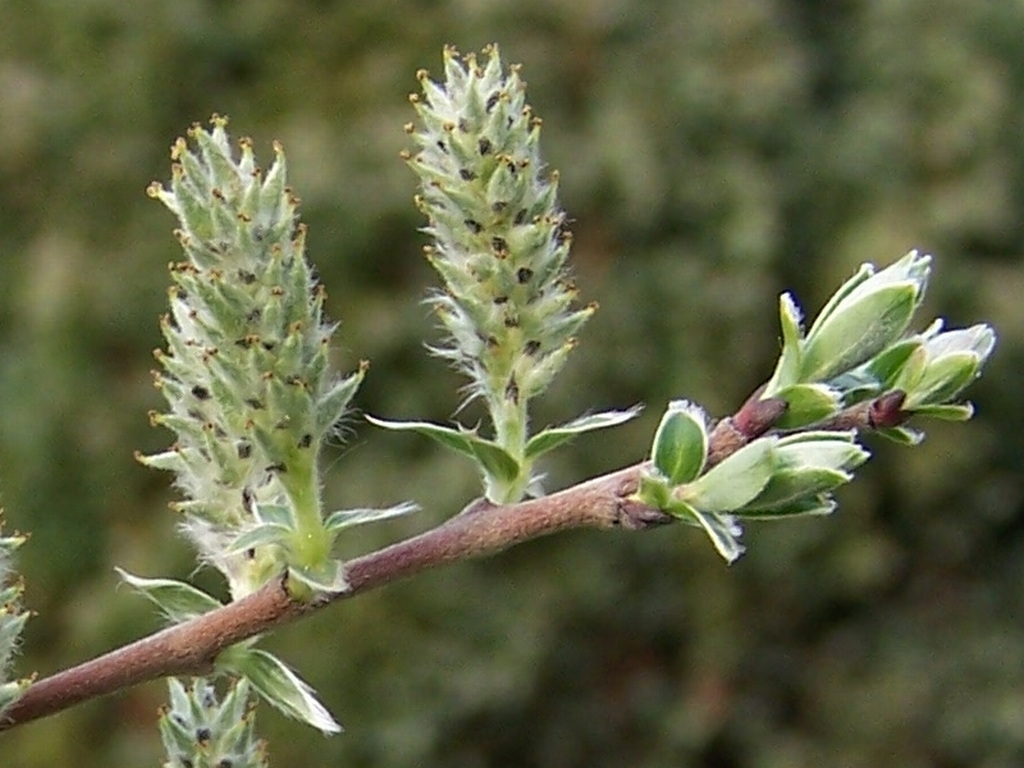
Kriech-Weide (Salix repens)
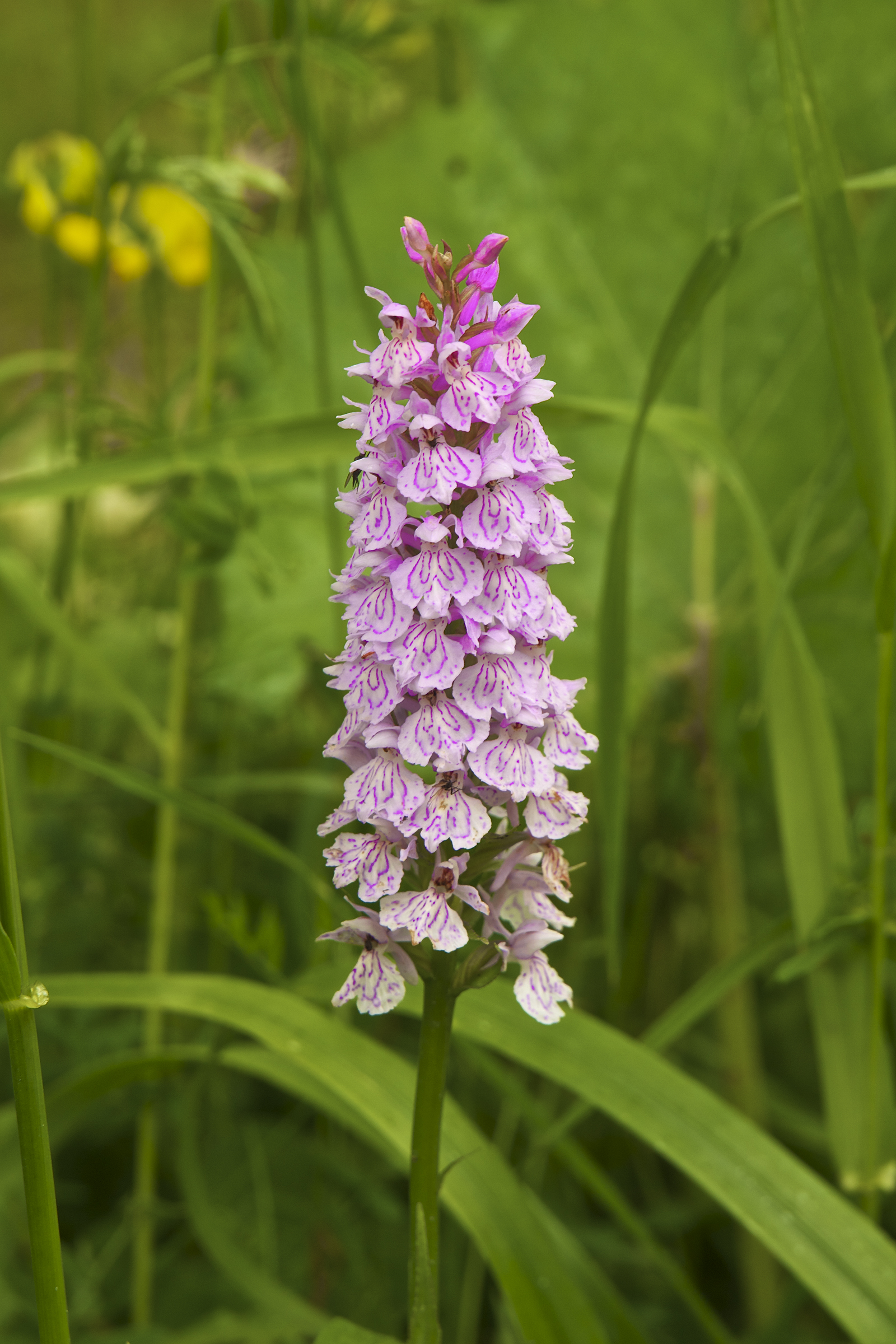
Geflecktes Knabenkraut (Dactylorhiza maculata)
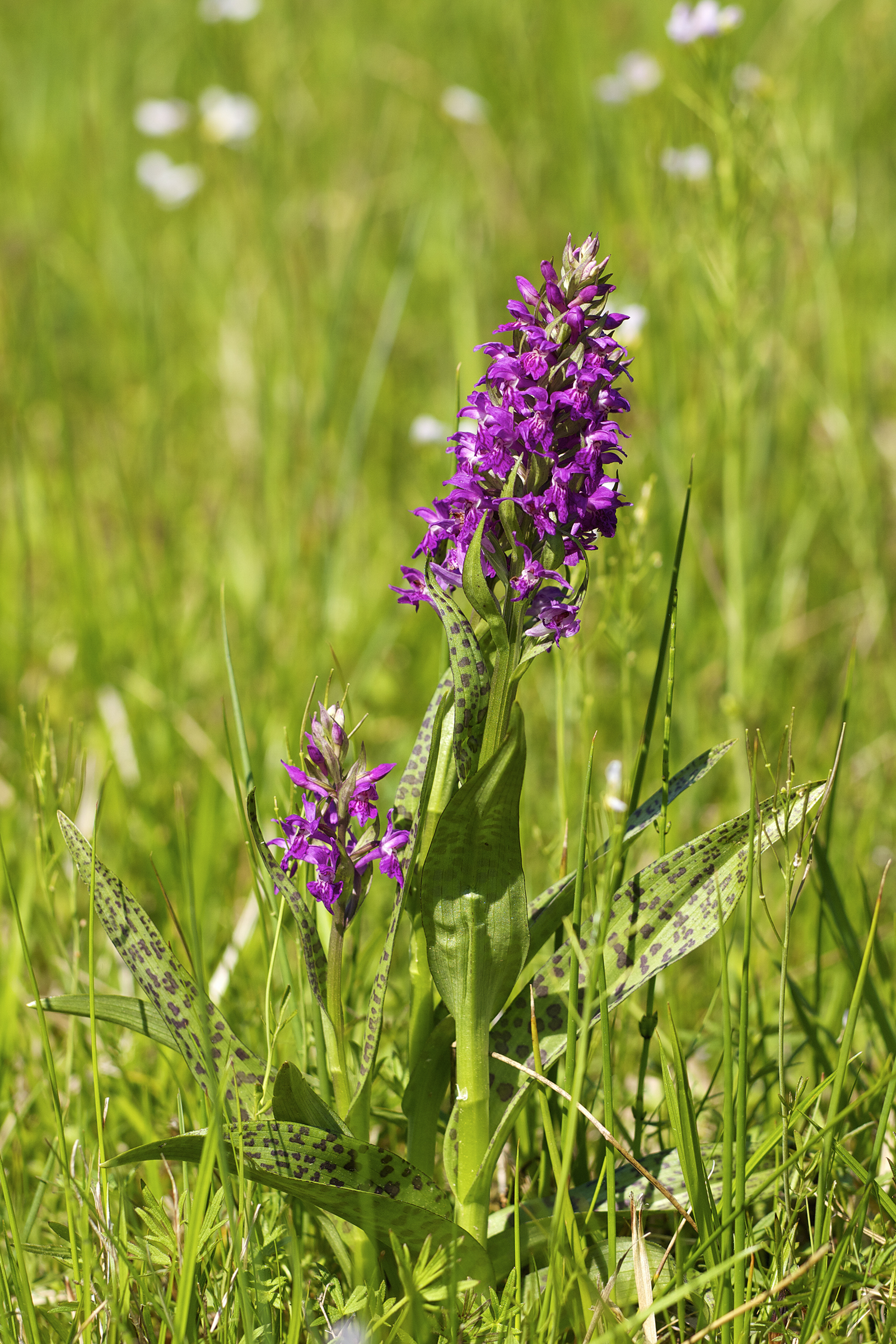
Breitblättriges Knabenkraut (Dactylorhiza majalis)
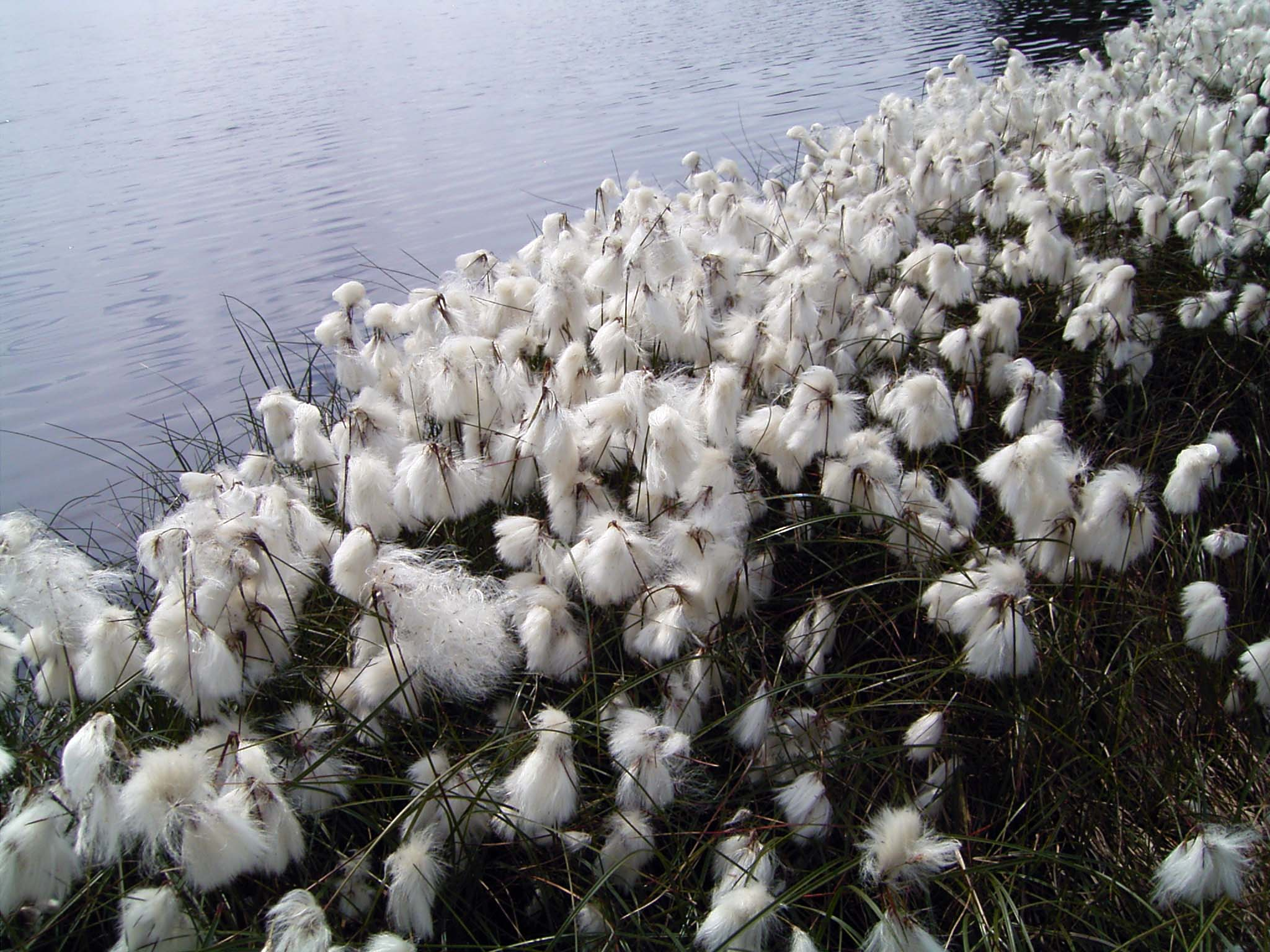
Schmalblättriges Wollgras (Eriophorum angustifolium)
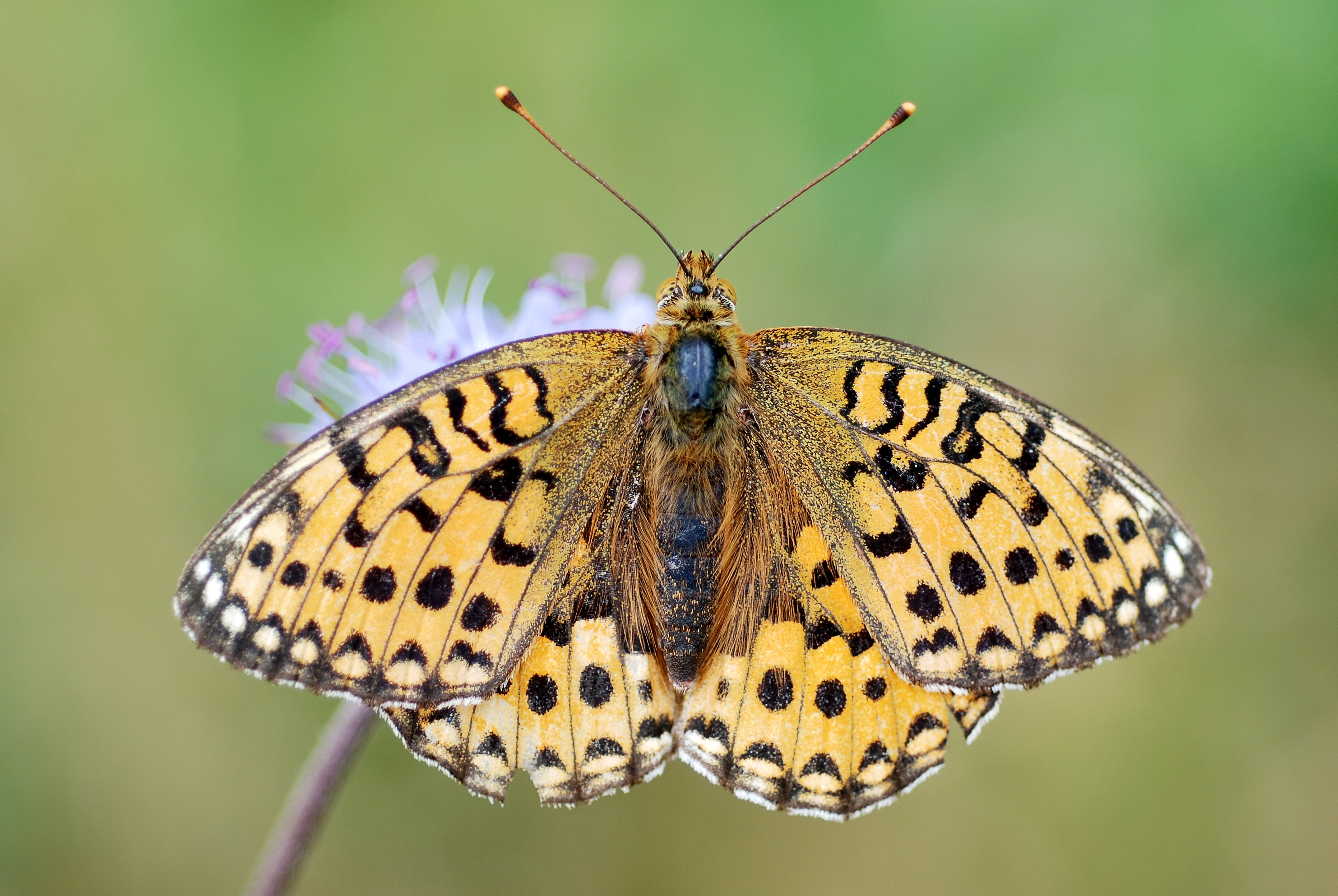
Großer Perlmutterfalter (Argynnis aglaja)
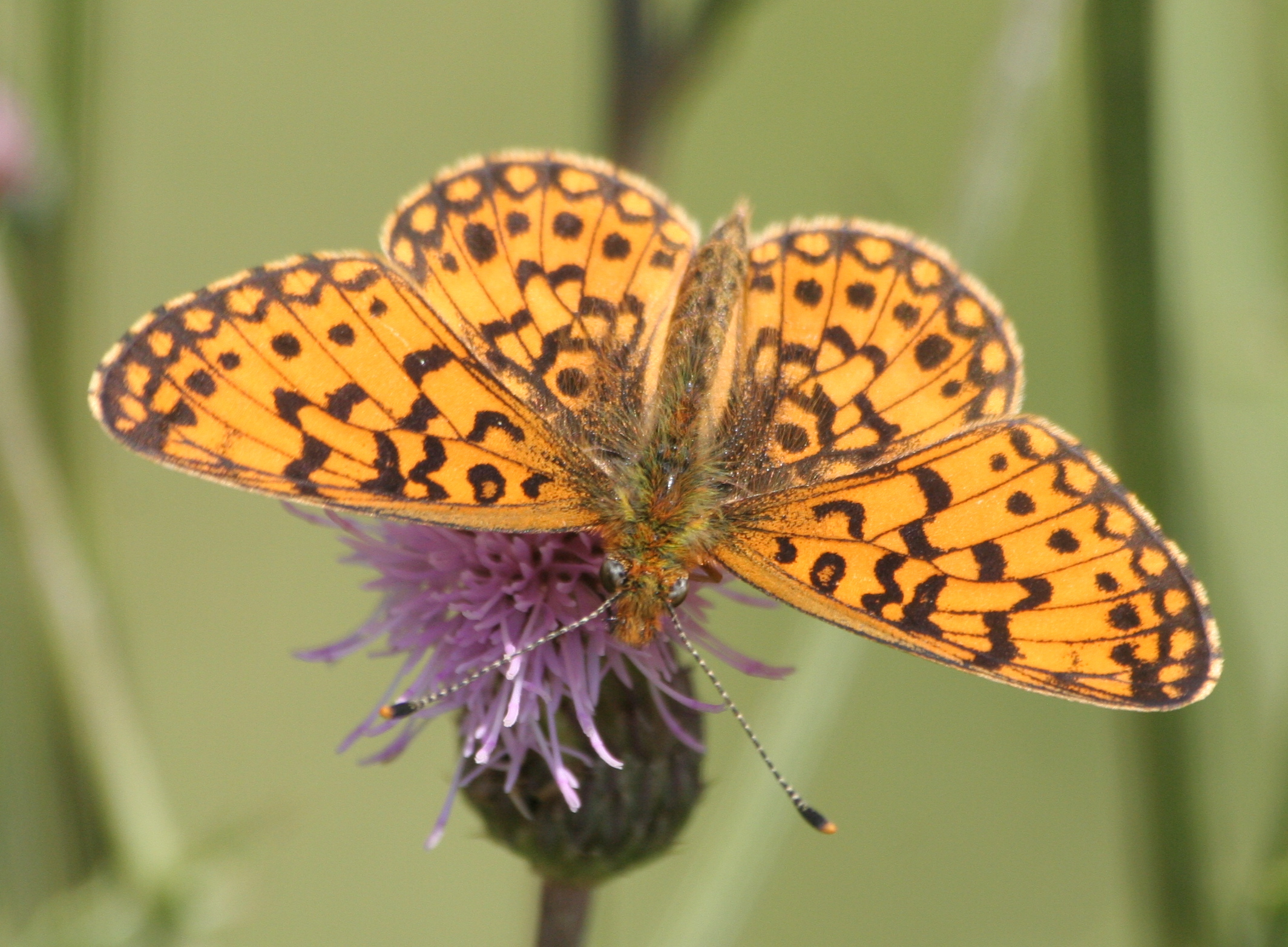
Braunfleckiger Perlmutterfalter (Boloria selene)
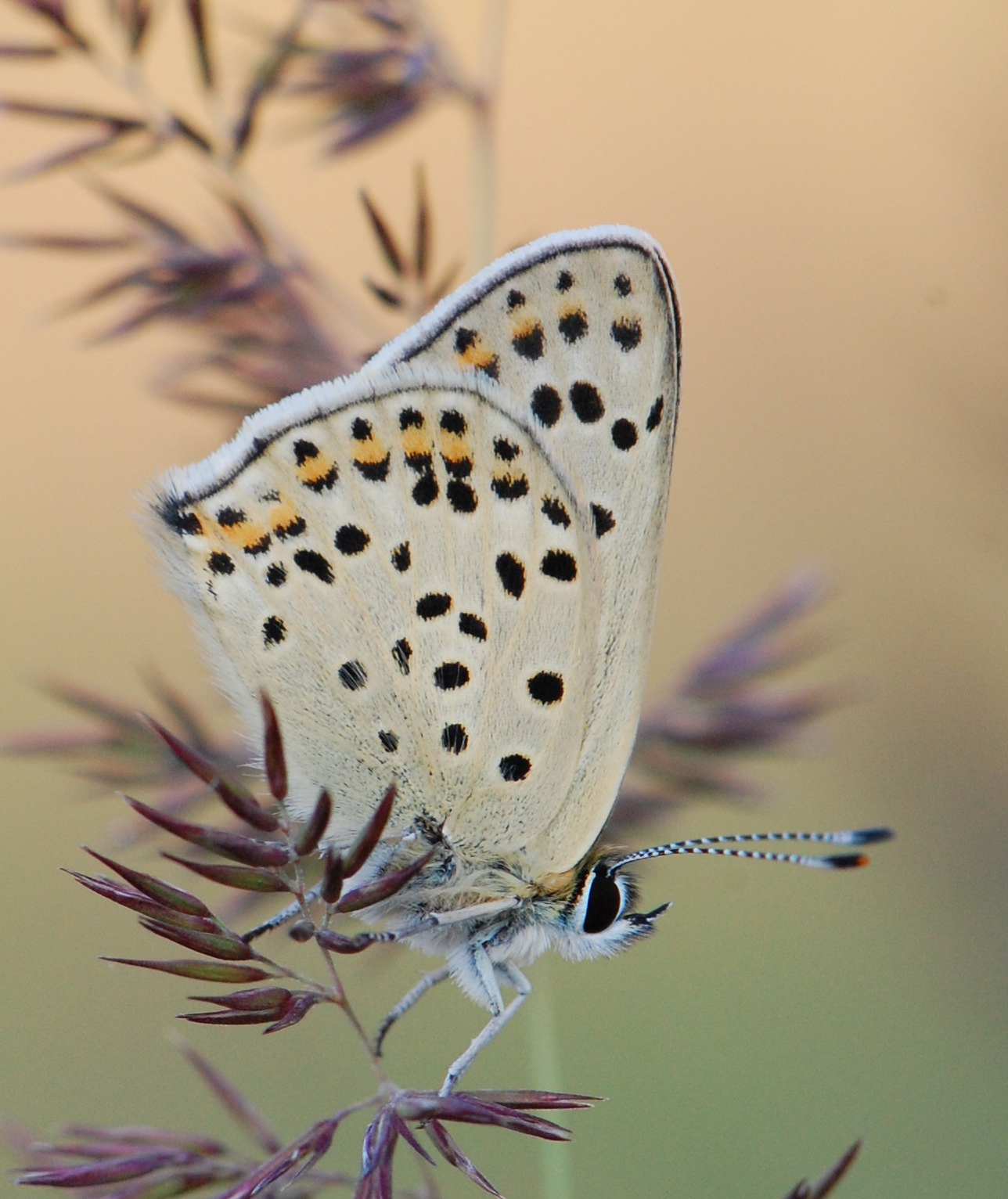
Brauner Feuerfalter (Lycaena tityrus)
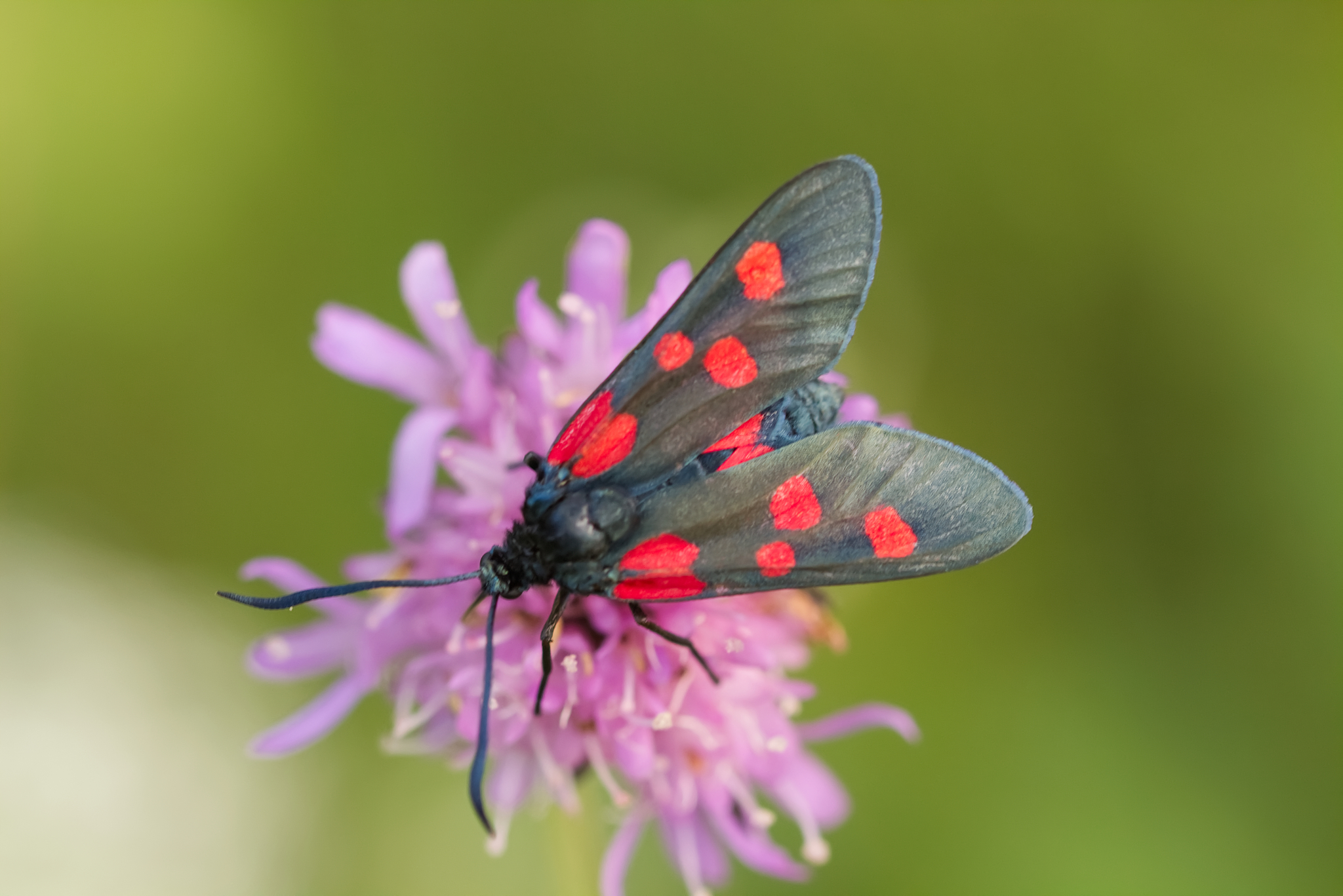
Hornklee-Widderchen (Zygaena trifolii)
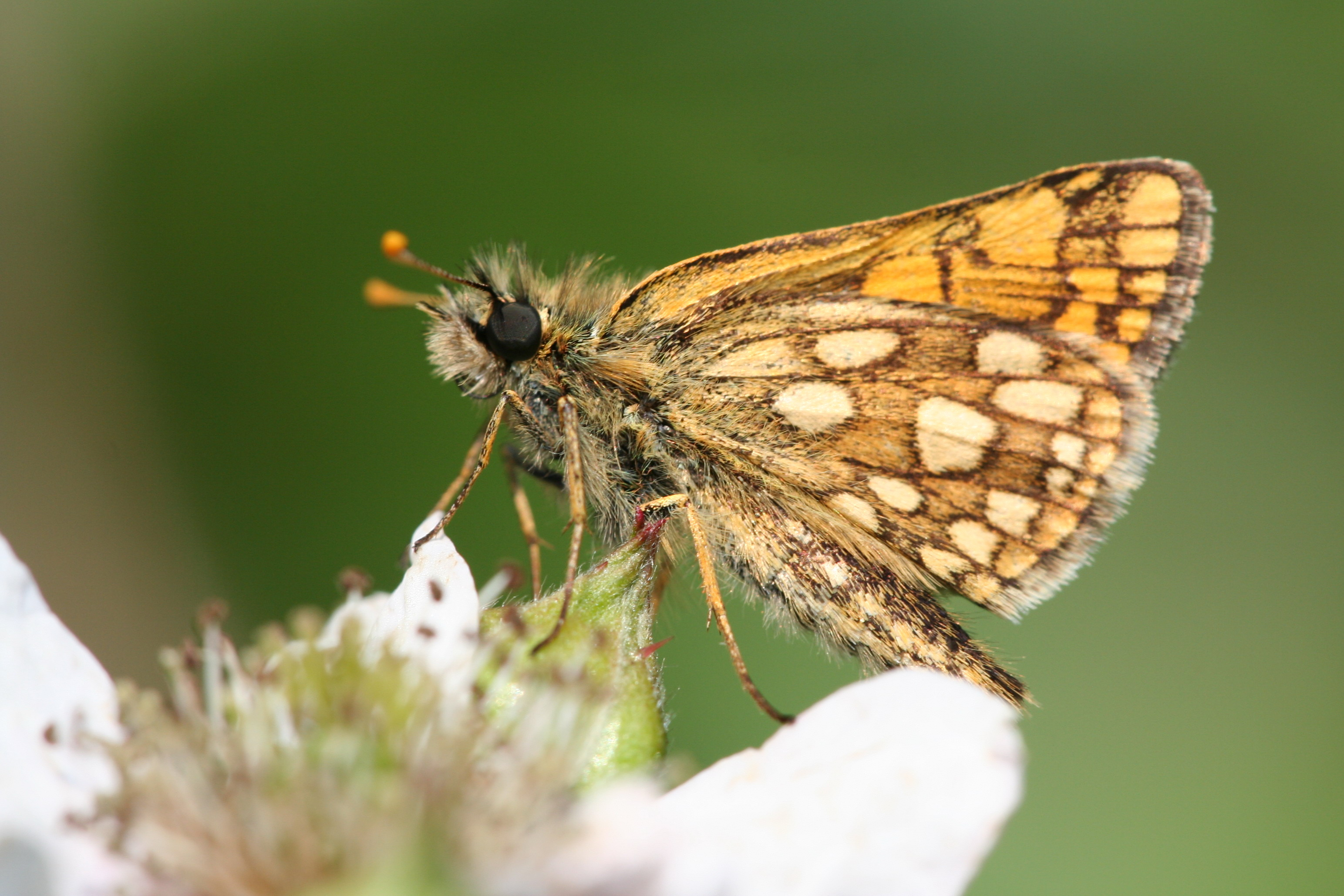
Gelbwürfeliger Dickkopffalter (Carterocephalus palaemon)
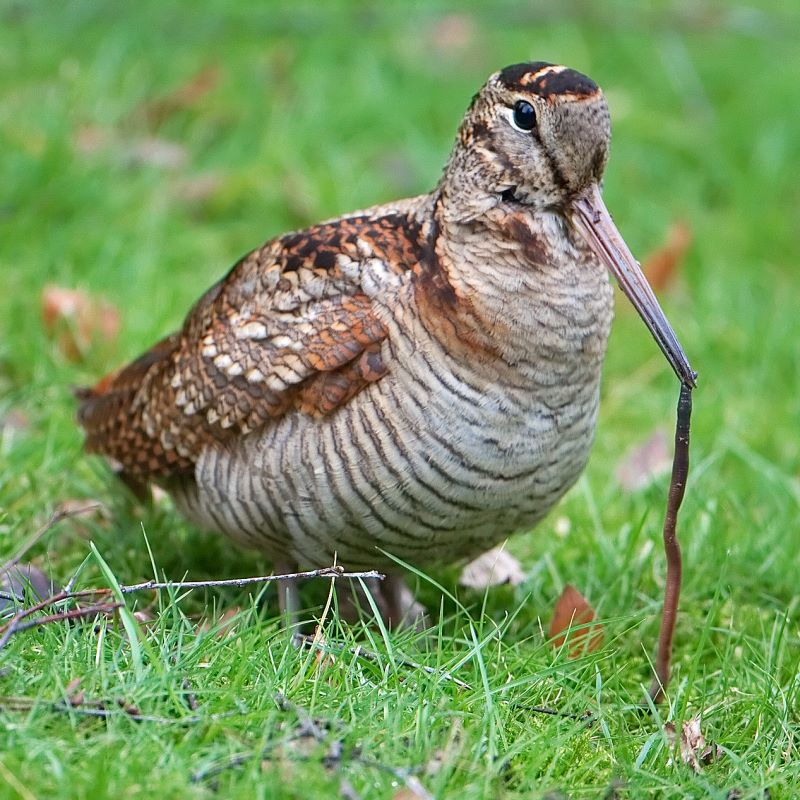
Waldschnepfe (Scolopax rusticola)
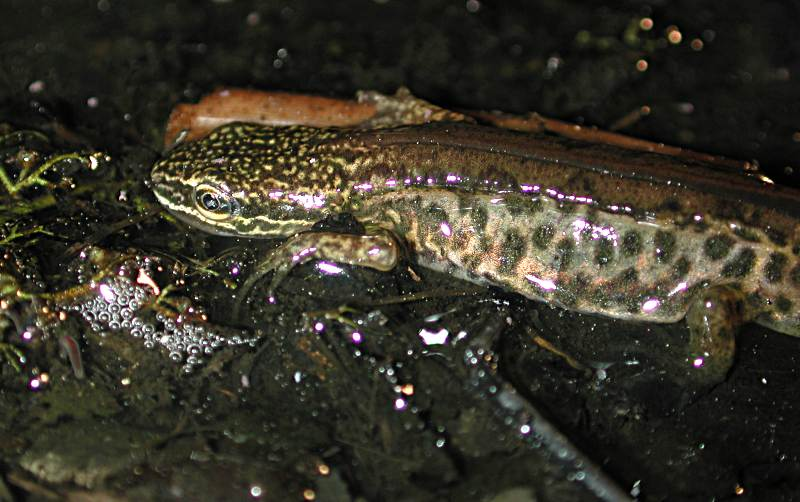
Fadenmolch (Triturus helveticus)

## Der Flurname
Hermin Herr deutet den Flurnamen als „von Schmieden gerodete Wiese“, also als Platz einer Waldschmiede. Otto Stamm berichtet über Schlackenhalden im Gebiet und eine dort seit 1470 befindliche Gießerei für Kanonen.